# 조선민주주의인민공화국 경공업성
경공업성(輕工業省)은 조선민주주의인민공화국의 중앙 행정 기관이다. 섬유, 직물, 잡화, 식료품 산업에 대한 업무를 총괄한다. 섬유 공업 부문은 화학공업성과 일부 업무를 소관하며, 지방 행정 기관에서는 시청, 군청의 방직국, 피복관리국에서 관장한다. 1948년 9월 2일 공화국 내각의 출범과 동시에 설립되었다.

## 연혁
- 1948년 9월 2일 경공업성 설치
- 1962년 10월 23일 위원회로 변환, 일부 사무는 내각 경공업총국에서 감독
- 1977년 12월 15일 경공업부로 명칭 변경
- 1982년 4월 5일 위원회로 변환
- 1998년 9월 1일 경공업성 설치

## 조직
- 기술지도국
- 방직공업총국
- 방직공업관리국
- 잠사기술개발국

## 역대 상, 부상

### 역대 상
- 리종옥 1951년 12월 ~
- 박의완 1954년 3월 23일 ~ , 부총리 겸직
- 문만욱(文萬郁) 1955년 11월 29일 ~ 1957년 9월 19일
- 문만욱(文萬郁) 1957년 9월 20일 ~ 1958년 11월
- 정준택(鄭準澤) 1960년 4월 ~
- 임계철 1960년 12월 27일 ~ , 경공업개발위원회 위원장 겸직
- 박룡성 1962년 10월 23일 ~ , 위원장
- 남일 1967년 12월 28일 ~ , 위원장
- 허순 1977년 12월 15일 ~ , 부장
- 계응태(桂應泰), 1981년 5월 ~ 1982년 4월 4일, 위원장, 1982년 4월 부총리
- 김복신 1982년 4월 5일 ~ , 위원장
- 김복신 1990년 5월 24일 ~ , 위원장
- 리연수 : 1998년 9월 ~ 2001년 5월
- 리주오 : 2001년 5월  ~ 2010년 6월
- 안정수 : 2010년 6월 ~ 2015년 2월
- 최일룡 : 2015년 2월 ~ 2020년 4월
- 리성학 : 2020년 4월 ~ 2021년 1월
- 장경일 : 2021년 1월 ~ 2023년 1월
- 김창석 : 2023년 1월 ~ 현재

### 역대 내각 경공업총국장
- 리양숙 1962년 10월 23일 ~

### 역대 내각 설비물자총국장
- 김양률 1962년 10월 23일 ~

## 산하 기관
- 경공업성체육단
- 경공업개발위원회

## 같이 보기
- 경공업성체육단